# Ficinia undosa
Ficinia undosa är en halvgräsart som beskrevs av Brian Laurence Burtt. Ficinia undosa ingår i släktet Ficinia och familjen halvgräs. Inga underarter finns listade i Catalogue of Life.